# Bobby Chacon
Bobby Chacon (Sylmar, 28 novembre 1951 – Lake Elsinore, 7 settembre 2016) è stato un pugile statunitense, campione del mondo dei pesi piuma dal 1974 al 1975 e dei leggeri junior dal 1982 al 1983.

## La carriera
Professionista dal 1972, conquistò il titolo mondiale WBC dei pesi piuma nel 1974. Lo perse per knock-out tecnico il 20 giugno 1975 dai pugni di Rubén Olivares, già dominatore della categoria dei gallo. 
Tentò una prima volta di conquistare il titolo WBC dei leggeri junior ma fu sconfitto per abbandono da Alexis Argüello il 16 novembre 1979 a Inglewood. Stesso esito ebbe il secondo tentativo combattuto il 30 maggio 1981 a Las Vegas contro Cornelius Boza-Edwards. Riuscì finalmente a indossare la cintura mondiale dei leggeri junior, battendo Rafael Limón ai punti in 15 riprese l'11 dicembre 1982. Questo match fu inserito al 51º posto nella lista compilata dalla rivista Ring Magazine dei 100 più grandi combattimenti di tutti i tempi, con titolo in palio e nominato "combattimento dell'anno" 1982 dalla stessa rivista specializzata.
Difese vittoriosamente il titolo prendendosi la rivincita su Boza-Edwards in 12 riprese, il 15 maggio 1983 a Las Vegas. Boza-Edwards andò al tappeto al 2º round ma si rialzò e inferse una ferita all'occhio sinistro del campione del mondo. Nel round successivo fu la volta di Chacon ad andare al tappeto, subendo un'altra ferita all'occhio destro. L'arbitro interruppe due volte il match, al 7º e all'8º round per far controllare dal medico le ferite del detentore. Infine Chacon atterrò Boza-Edwards al 12º round e vinse ai punti con verdetto unanime compreso tra i 2 e i 6 punti. Anche questo match è stato inserito nella lista compilata dalla rivista Ring Magazine dei 100 più grandi combattimenti di tutti i tempi, al 22º posto e fu eletto "combattimento dell'anno" 1983.
Sebbene Chacon fosse il campione in carica dei pesi leggeri Junior e Boza-Edwards il contendente numero 1, la WBC impose al detentore di andare a Porto Rico per difendere la cintura contro Héctor Camacho. Essendosi rifiutato, Chacon fu privato del titolo il 27 giugno 1983. Il 14 maggio 1984 tentò di conquistare il titolo mondiale dei pesi leggeri, in possesso dell'italo-americano Ray "Boom-Boom" Mancini ma fu sconfitto per knock-out tecnico.
Si è ritirato nel 1988. La International Boxing Hall of Fame lo ha ammesso fra i più grandi pugili di ogni tempo. La rivista Ring Magazine lo ha classificato all'84º posto in un proprio elenco dei primi 100 picchiatori di ogni epoca.